# Cristian Rami
Cristian Alberto Rami (Córdoba, Córdoba, 26 de enero de 1980) es un exfutbolista argentino que jugaba como delantero.

## Trayectoria

### Talleres
Rami debutó con la camiseta de Talleres en 1999. Su primera etapa duró hasta el año 2000 y tuvo una segunda desde el 2001 hasta el 2002.

### Atlético Tucumán
Para la temporada 2000/2001 se mudó a San Miguel de Tucumán, para vestir la camiseta de Atlético Tucumán. En el decano disputó una temporada.

### Racing de Córdoba
A mitad del 2002 llegó a Racing de Córdoba. En 2004 se coronó campeón del Argentino A y obtuvo el ascenso a la B Nacional. Tuvo un gran inicio, en el retorno de la academia al Nacional B. Rami tuvo varias etapas en el club, sumando más de 100 goles con Racing.

### Angers
Su nivel en el equipo cordobés le permitió tener su primera experiencia en el fútbol europeo, cuando viajó a Francia para sumarse a Angers.

### Unión
En su regreso a Argentina, Rami vistió la camiseta de Unión. En el equipo de Santa Fe jugó hasta 2007.

### Tiro Federal
A mediados de 2007 se sumó a Tiro Federal. En el equipo rosarino jugó un año.

### Olympiakos
En 2008 se mudó a Grecia para sumarse a Olympiakos. En el equipo griego jugó hasta 2009.

### Boca Unidos
Para la temporada 2009/10 regresó a su país y se sumó a Boca Unidos. Estuvo en el equipo de Corrientes por una temporada.

### Sarmiento
A mitad de 2010 llegó a Sarmiento, donde tuvo un breve paso.

### Deportivo Italiano
En la temporada 2011/12 jugó para Deportivo Italiano.

### Alumni
Vistió la camiseta de Alumni en la temporada 2013/14.

## Clubes
| Club               | País      |
| ------------------ | --------- |
| Talleres           | Argentina |
| Atlético Tucumán   | Argentina |
| Racing de Córdoba  | Argentina |
| Angers             | Francia   |
| Unión              | Argentina |
| Tiro Federal       | Argentina |
| Olympiakos         | Grecia    |
| Boca Unidos        | Argentina |
| Sarmiento          | Argentina |
| Deportivo Italiano | Argentina |
| Alumni             | Argentina |